# Arbeitsgemeinschaft der Direktoren der Institute für Leibesübungen
Die Arbeitsgemeinschaft der Direktoren der Institute für Leibesübungen (AID) vertrat von 1948 bis 1971 die Interessen der Sportlehrerausbildung und des Hochschulsports an den deutschen Universitäten.
Geprägt durch die Selektion der Institute für Leibesübungen unter Carl Krümmel setzten sie die Ausbildung wie in der NS-Zeit durch (Ausnahme: Boxen wurde abgeschafft). Sie koordinierten das Lehrangebot und ermöglichten (z. B. durch einheitliche Leistungskarten), dass ein Wechsel zwischen den Hochschulen in Deutschland und Österreich unkompliziert möglich war. Die Gründung fand am 17. November 1948 in Bonn statt, als Gründungsvorsitzender wurde Hermann Altrock gewählt. Um entsprechende Kontinuität bei wechselnden Vorsitzenden zu haben, war das Sekretariat beim Schriftführer Wilhelm Henze (Universität Göttingen) angesiedelt.
Erst im Zuge der Demokratisierungstendenzen in den deutschen Universitäten nach 1968 und der Ausweitung der Institute durch die Schaffung von entsprechenden Professuren für Sportwissenschaft wurde die Monopolstellung in der Selektion des wissenschaftlichen Nachwuchses durchbrochen. Die AID ging 1971 in die Arbeitsgemeinschaft der Institute für Leibesübungen (ASI) über, die sich 1976 mit der Fachgruppe der Leibeserzieher an Pädagogischen Hochschulen (FLPH) als Deutsche Vereinigung für Sportwissenschaft zusammenschloss.